# Djeziraia incana
Djeziraia incana är en plattmaskart som beskrevs av Artois och Schockaert 200. Djeziraia incana ingår i släktet Djeziraia och familjen Polycystididae. Inga underarter finns listade i Catalogue of Life.